# Paella
 (mai 2024).
Si vous disposez d'ouvrages ou d'articles de référence ou si vous connaissez des sites web de qualité traitant du thème abordé ici, merci de compléter l'article en donnant les références utiles à sa vérifiabilité et en les liant à la section « Notes et références ».
 (mai 2024).
La paella ([pa.e.la] ou [pa.e.(l)ja], mot valencien signifiant « poêle (à frire), »), aussi écrite paëlla ou paélia, est une spécialité culinaire traditionnelle espagnole à base de riz rond (riz bomba).
Originaire de la région de Valence, elle tient son nom de la poêle qui sert à la cuisiner. 
Elle est un plat emblématique, traditionnel et populaire de la cuisine espagnole. Elle est connue dans le monde entier et déclinée en de nombreuses variantes selon les régions.

## Étymologie
Paella est un mot issu du latin « patella », signifiant « petit plat », du valencien « paella », de même origine que l'ancien français « paële », forme ancienne du français moderne « poêle ».

## Histoire
L'ingrédient principal de la paella est le riz. Il a été introduit en Espagne lors de la période arabe, grâce à la mise en place de systèmes d'irrigation très développés. La culture ne se développera qu'à partir du XVe siècle dans la Horta de Valence.  

Les paysans de la région accommodèrent à leur manière le riz de la lagune voisine de l'Albufera. Au début du XIXe siècle, un petit traité consacré à la culture du riz est annexé à l'ouvrage Agricultura General de Gabriel Alonso de Herrera (1513) : 

« Les Valenciens se targuent, à juste titre selon moi, du fait que personne n'a réussi à préparer le riz mieux qu'eux ni de façons si variées. Et il faut certes leur accorder la préférence car qu'ils le préparent avec de la viande, du poisson ou seulement des légumes, c'est toujours un plat savoureux. »

La paella est un plat de paysans valenciens, plat populaire de fête familiale ou religieuse. Sa recette varie selon les ingrédients, les lieux et les saisons. On faisait cuire au feu de bois du riz des rizières de la région, on y ajoutait les aliments de base de la nourriture espagnole tirée de la basse-cour et du potager. Cuisinée dans un unique récipient faisant également office de plat communautaire, la paella se mangeait à même la poêle de cuisson.
En 2012, le département d'Agriculture du Conseil de la Généralité valencienne a établi que la liste des ingrédients de la paella serait désormais protégée par une « Denominación de Origen », l’équivalent de l'Appellation d'origine contrôlée française.

## Cuisinologie
Le chef Paco Caballer explique : « La paella est un ragoût du dimanche que l'on prépare à la maison, car il faut beaucoup de temps pour la réaliser. »
La paella valencienne, telle qu'elle est connue aujourd'hui, a commencé à être fabriquée en 1950.

## Composition
Les ingrédients ci-dessous sont les seuls autorisés pour l’appellation Paella Valenciana. L’ajout de tout autre ingrédient oblige à nommer la paella autrement : 

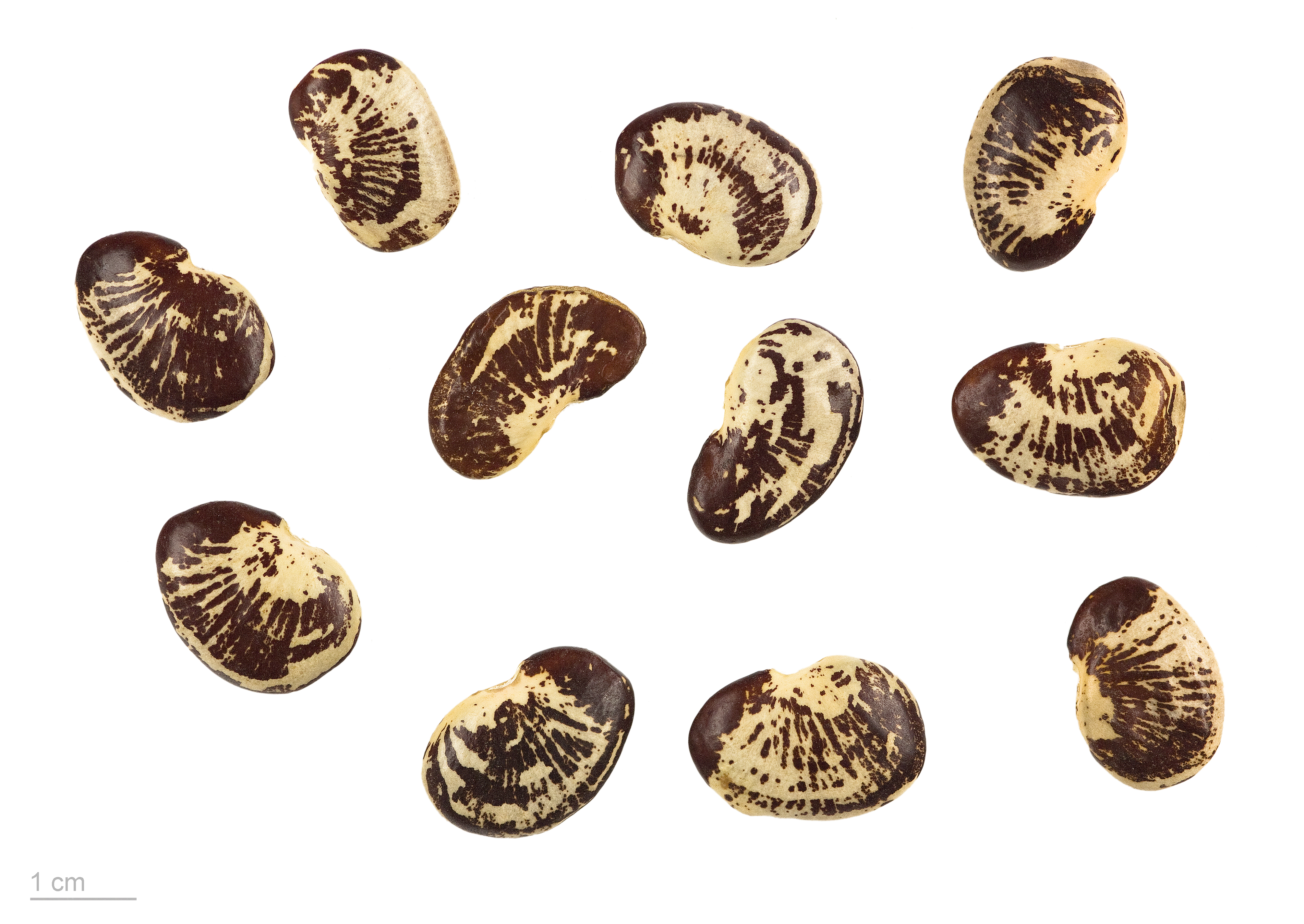
Haricots de Lima.

- riz Arroz de Valencia DO (types bomba, bahia, senia et albufera) ;
- haricot blanc sec de Valence ou Garrofó (haricot de Lima) ;
- haricot vert plat ;
- tomate ;
- huile d'olive ;
- safran ;
- poulet ;
- lapin ;
- eau ;
- sel.

La paella valencienne des puristes accepte l’existence de quelques variations à la version orthodoxe. En plus des ingrédients de base ci-dessus, l’utilisation d'éléments de différentes régions de Valence est admise :
- artichaut ;
- paprika (pimentón) ;
- poivron rouge ;
- ail ;
- persil ;
- canard ;
- baquetes (petits escargots blancs des champs).

La paella hétérodoxe peut intégrer d'autres ingrédients : travers de porc ou poitrine de porc coupés en cubes, chorizo, oignons, petits pois, poisson, seiche, calmar, crustacés (gambas, langoustines), mollusques (moules, praires), et autres fruits de mer. Elle peut aussi être cuisinée uniquement avec des légumes (paella végétalienne).

## Préparation

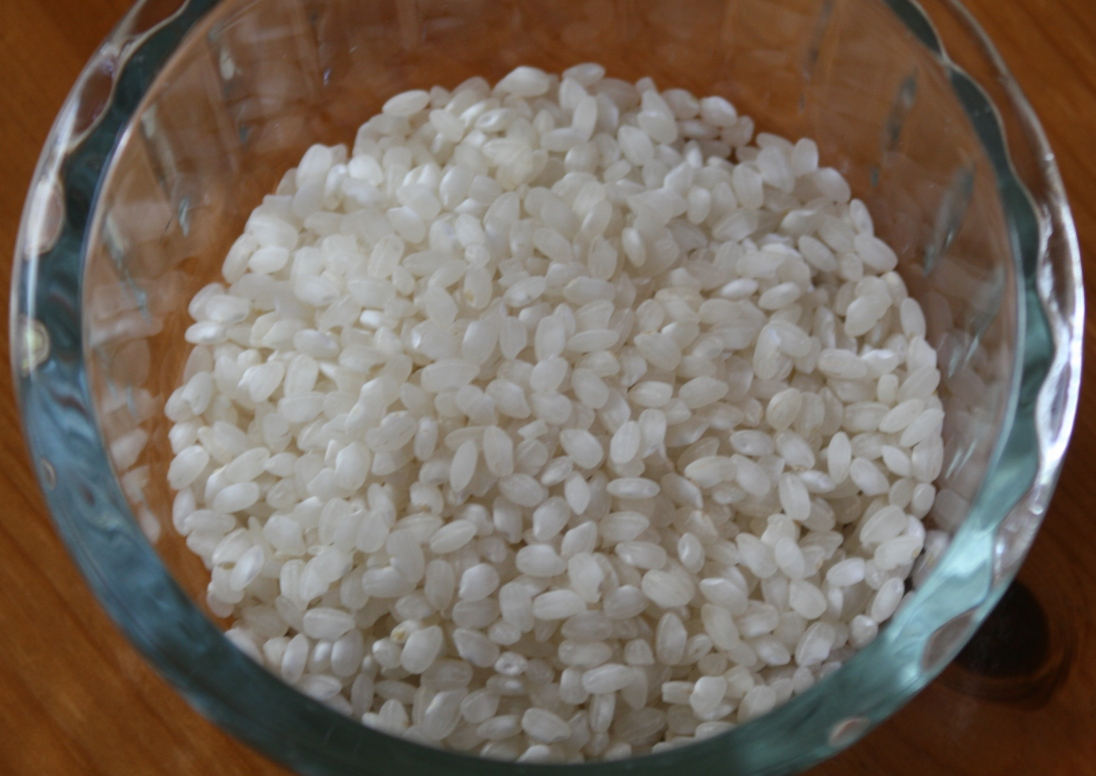
Grains de riz bomba.

Le riz doit rester ferme tout en absorbant le jus. Les riz demi-longs ou ronds sont les plus adaptés ; il ne faut pas employer les riz asiatiques et éviter les riz à risottos, car trop collants. Il faut préférer un riz certifié Arroz de Valencia (types bomba, bahia, sénia et albufera). Il grossit jusqu'à 4 fois sa taille et sa grande capacité d'absorption est idéale.
Le bahia et le sénia sont des riz avec des grains demi-longs perlés ; leur taille est comprise entre 5 et 6 millimètres. 
La « perle » apporte un supplément d’amidon qui favorise l’absorption du bouillon durant sa cuisson, et donc, la transmission des saveurs du plat cuisiné. 
Le bomba a un grain rond inférieur à 5 millimètres. Il est perlé et dispose d’une excellente qualité culinaire car il ne s’ouvre pas longitudinalement. 
L'albufera, un autre riz rond, convient également pour la paella.

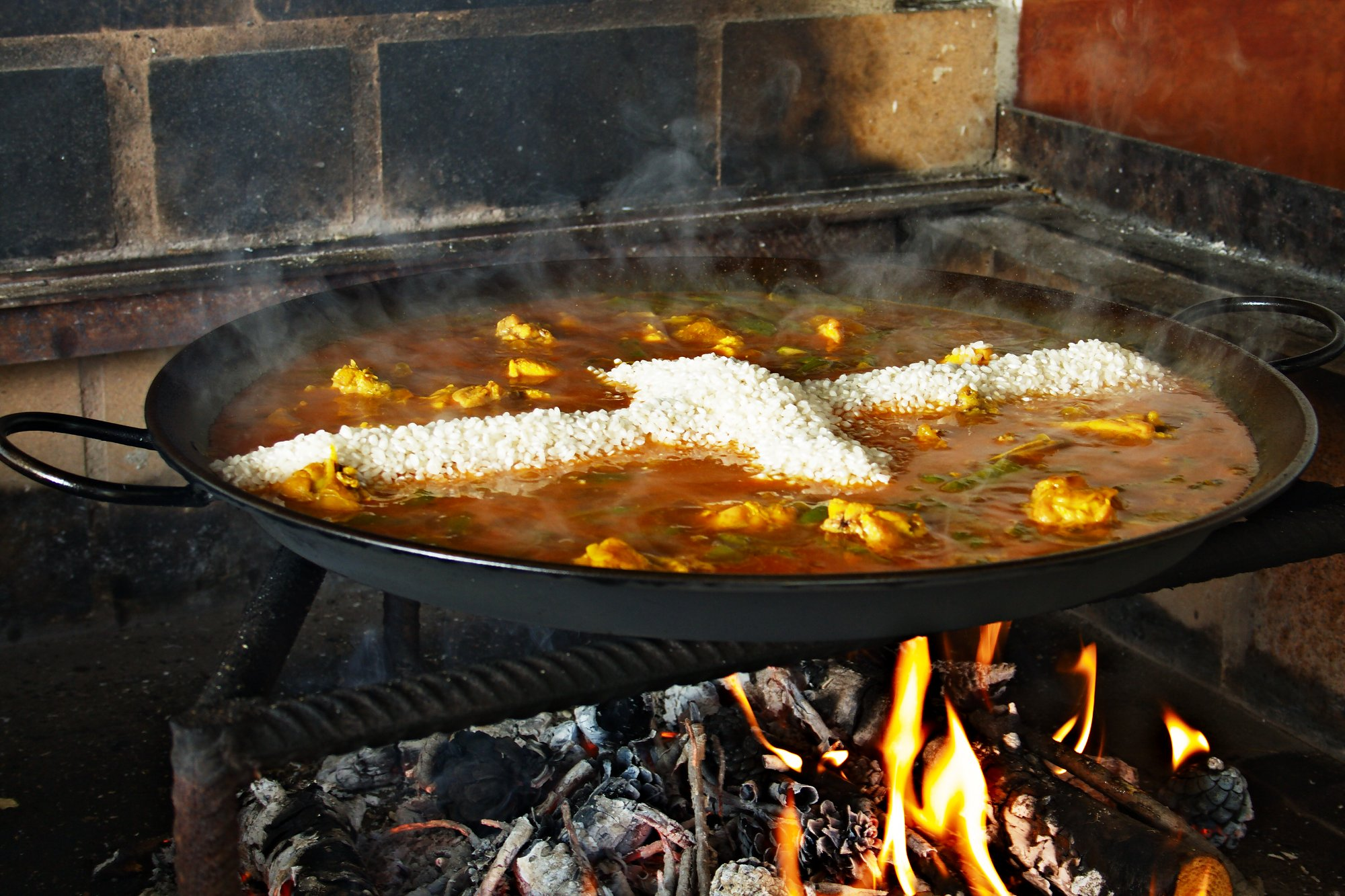
Ajout du riz.

La paella traditionnelle n'inclut que des viandes d'animaux de basse-cour : poulet, lapin, et (ou) canard, que l'on fait dorer avec de l'huile d'olive (étape appelée sofregit). Il faut ensuite ajouter de la tomate râpée (ou de la purée de tomates), des ferradures (haricots verts), quelques garrofons (haricots de Lima, de très gros haricots blancs) et/ou tavelles (haricots frais en grain). Certains ajoutent des baquetes (petits escargots des champs), des artichauts, des poivrons et/ou un peu d'ail.
La coloration jaune du riz provient du safran (ou bien d'un colorant alimentaire à base de maïs).
En Espagne, la croûte formée au fond du plat de paella est nommée socarrat. C'est le signe d'une paella réussie.

## Variantes culinaires
La fideuà est une variante de la paella à base de pâtes de type vermicelle.
La paella au quinoa est également une variante.

## Galerie

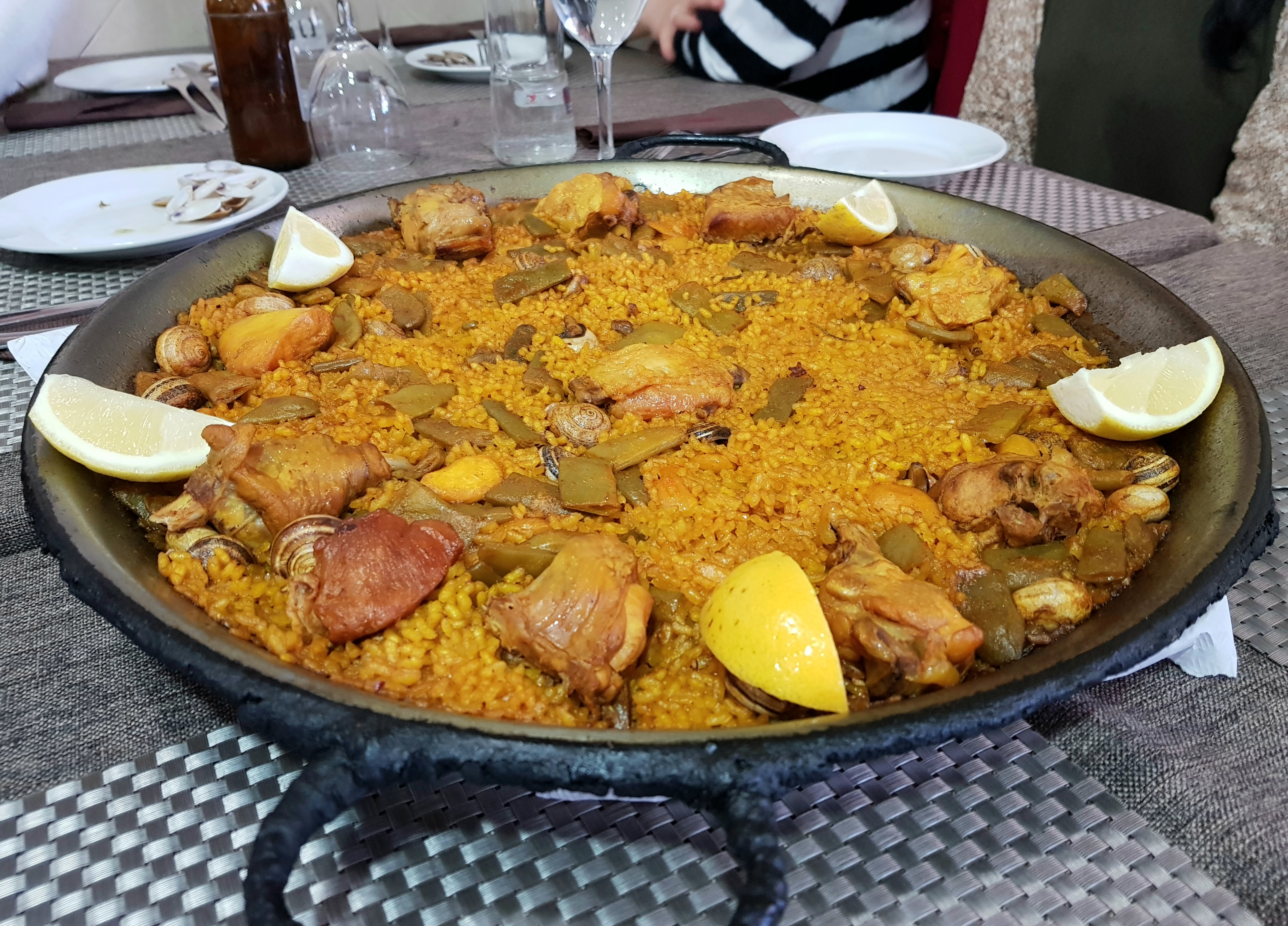
Paella valencienne →(es + ca) Paella valenciana (escargots)
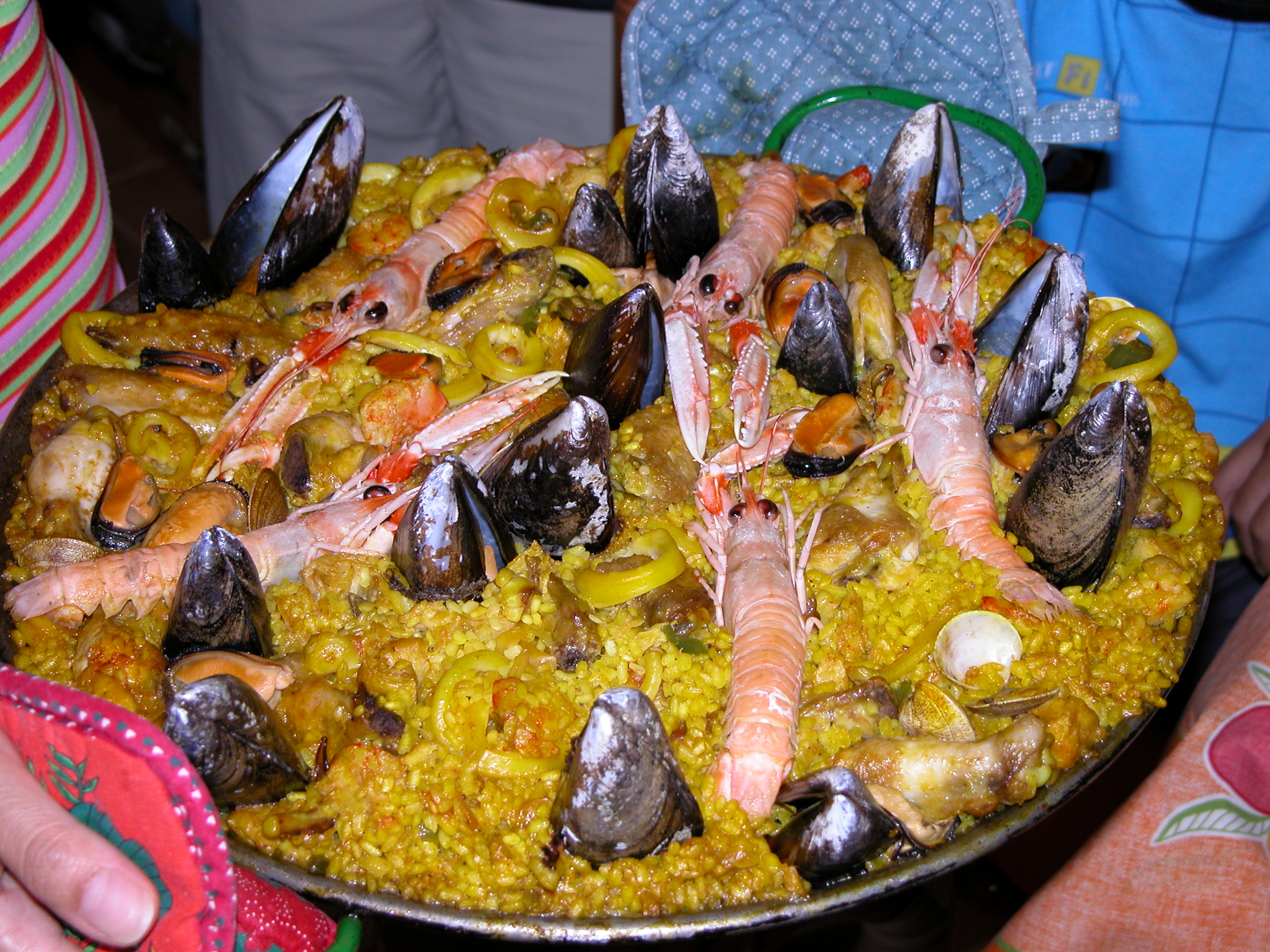
Paella mixte (viande et fruits de mer) →(es) Paella mixta (carne y marisco) →(ca) Paella mixta (carn amb marisc)
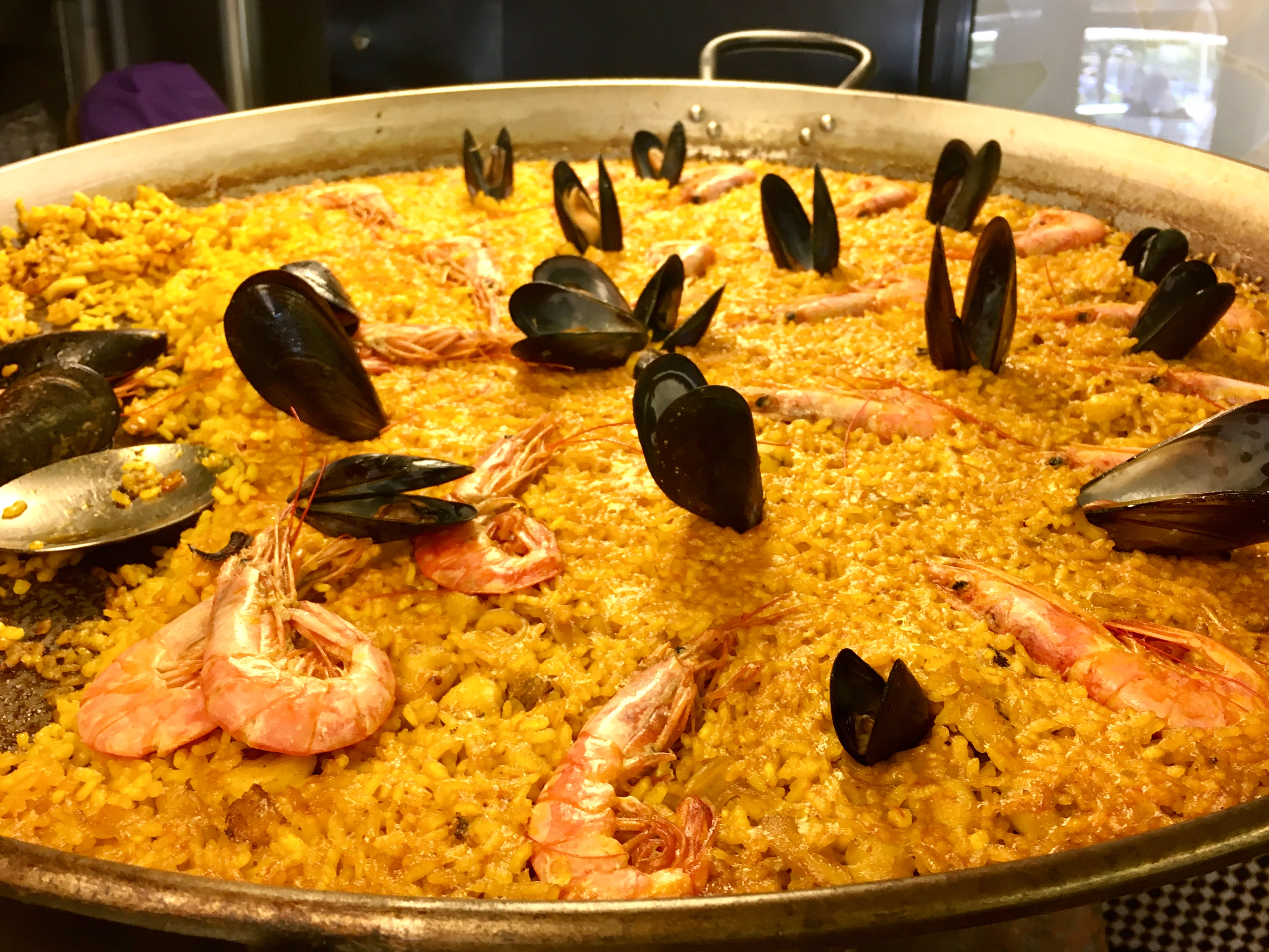
Paella aux fruits de mer →(es) Paella de marisco →(ca) Paella de marisc
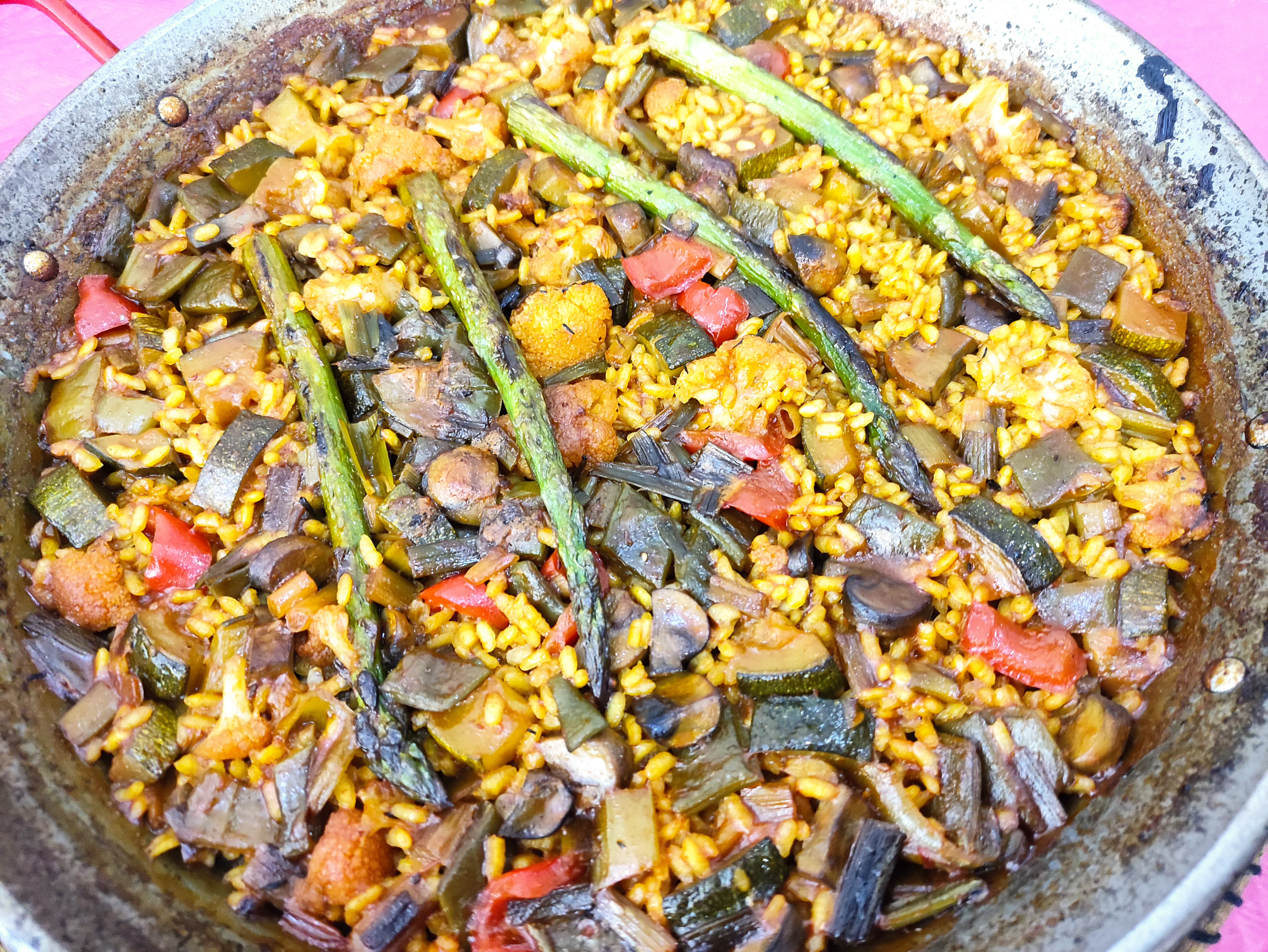
Paella végétalienne →(es) Paella de verduras →(ca) Paella de verdures
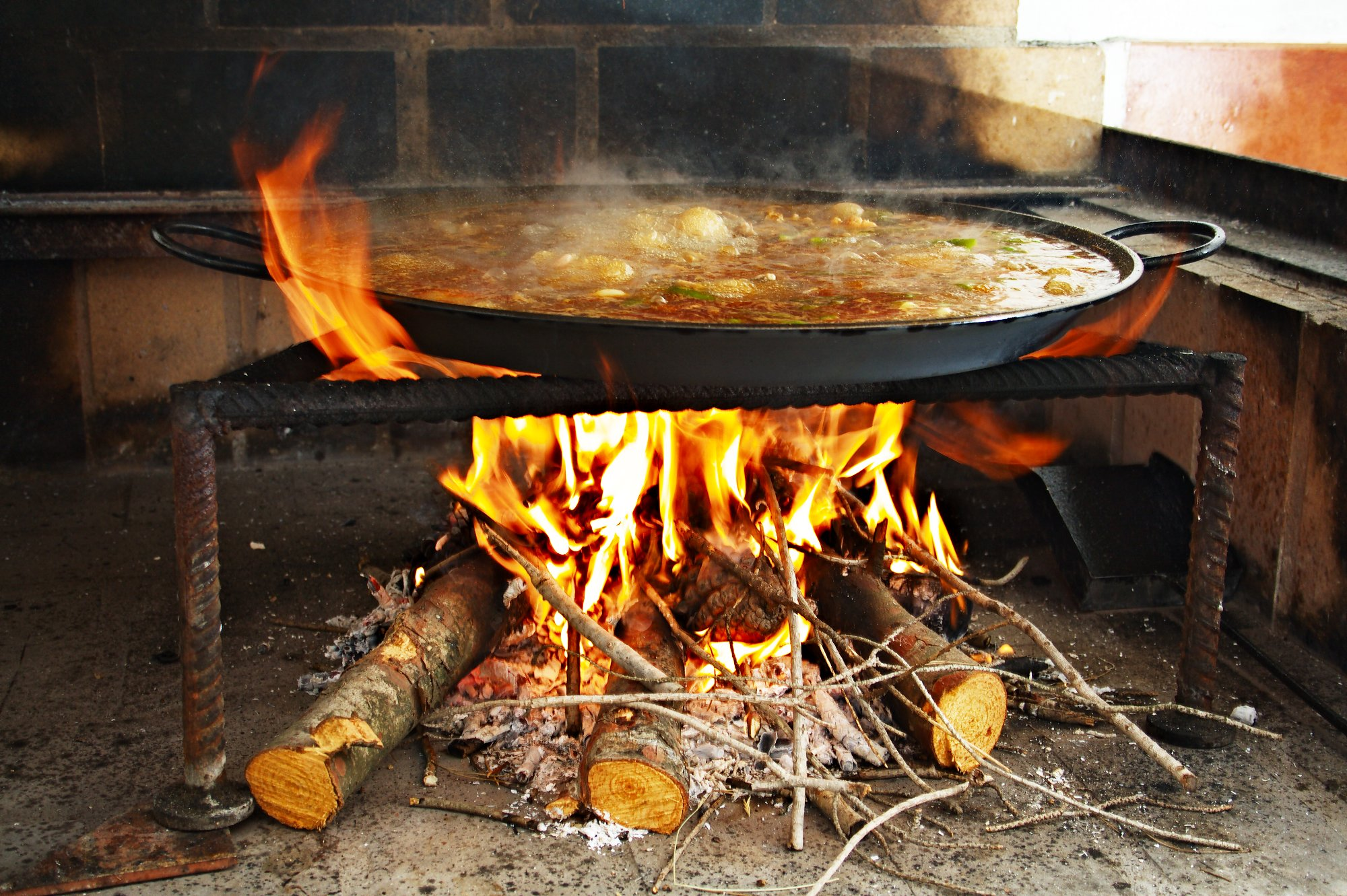
Cuisson au feu de bois.

## Émoji
La paella fait partie des émojis à partir du standard Unicode 9.0 en 2016, son code étant U+1F958 .